# Karel III van Lotharingen
Karel III van Lotharingen (Nancy, 18 februari 1543 — aldaar, 14 mei 1608) was hertog van Lotharingen en Bar (Latijn: dux Lotharingiae et Barri). Hij was een telg van de tak Vaudémont uit de eeuwenoude dynastie van het huis Lotharingen. Hij was tevens markies van Pont-à-Mousson en maakte aanspraak op het hertogdom Gelre na de dood van Karel van Gelre (1538).

## Lotharingse familie
Karel van Lotharingen was de zoon van hertog Frans I van Lotharingen en hertogin Christina van Denemarken. Aangezien Karels vader stierf toen Karel twee jaar oud was, werd er een regentschap voor het hertogdom Lotharingen ingesteld.
Formeel werd Karel hertog van Lotharingen en Bar. Aanvankelijk waren zowel zijn moeder Christina als zijn nonkel-bisschop Nicolaas van Lotharingen co-regenten doch er ontstond snel ruzie tussen beiden. Hertogin-weduwe Christina voerde een pro-Habsburgse politiek in Lotharingen, terwijl Karels nonkel resoluut pro-Frans was. Binnen het jaar was Christina de enige regentes en voedde zij haar kinderen alleen op in het hertogelijk paleis te Nancy. Met militair machtsvertoon in Nancy keerde de Franse koning Hendrik II de rollen om (1552): zijn nonkel en ex-bisschop Nicolaas werd regent van Lotharingen en de negenjarige Karel werd afgevoerd naar Parijs. Hertog Karel werd verder opgevoed aan het koninklijk hof, zoals zijn vader Frans. Karel trouwde op 19 januari 1559 met de koningsdochter Claudia van Valois. Zij kregen negen kinderen.
1. Hendrik II van Lotharingen (1563–1624), huwde Catharina van Bourbon (1559-1604)
2. Christine van Lotharingen (1565–1637), getrouwd met Ferdinando I de' Medici, groothertog van Toscane
3. Karel (1567–1607), kardinaal van Lotharingen en bisschop van Metz (1578–1607), bisschop van Straatsburg (1604–1607)
4. Antoinette, 1568–1610, getrouwd met Johan Willem van Kleef
5. Anne van Lotharingen (1569–1576)
6. Frans II van Lotharingen (1572–1632)
7. Catherina van Lotharingen (?–1618), getrouwd met Karel I, hertog van Nevers
8. Elizabeth van Lotharingen (1574–1635), getrouwd met Maximiliaan I van Beieren
9. Claude (1575–1576).

Zijn vrouw Claudia zou onder discrete invloed blijven staan van de Franse koningin Catharina de' Medici, die een sleutelrol speelde in de Hugenotenoorlogen.

## Levensloop
In 1559 besteeg Karel III de hertogstroon in Nancy, omgeven door Franse hofhouding. Het regentschap van Nicolaas, graaf van Vaudémont, hield hiermee op; de relaties met het buurland Frankrijk waren hecht gemaakt.
Karel III leidde het hertogdom Lotharingen, gelegen in het Heilige Roomse Rijk, tot een hoogtepunt en regeerde meer dan 60 jaren. Hij zocht, als katholieke Rooms-Duitse vorst, naar een politiek-religieus vergelijk met het buurland koninkrijk Frankrijk verscheurd door godsdienstoorlogen. Zijn bijnaam is soms Karel III de Grote. De nummering zou eigenlijk Karel II moeten zijn, geteld volgens zijn afstamming van de Capetingers. Doch tijdgenoten gaven hem de nummering III omdat ze hertog Karel van Neder-Lotharingen (dus, van het andere Lotharingen) uit de 11e eeuw ook meetelden voor Opper-Lotharingen. Zo suggereerden zij dat Karel III afstamde van de Karolingen. Deze stelling kwam goed van pas bij het einde van het koninklijk Huis Valois in Frankrijk (zie Lijst van koningen van Frankrijk). De koningstroon van Frankrijk lonkte even voor Karel III (1589).

## Rooms-Duitse Rijk
De relaties tussen Karel III en keizer Ferdinand en zijn opvolgers verliepen goed. Karel III kon zelfs kleine gebiedsuitbreidingen doen in oostelijke richting.

## Roomse Kerk
Karel III wenste in Nancy, de hoofdplaats van zijn hertogdom, een bisschopszetel. Dit was voor de Franse koning Hendrik II een provocatie; het hertogdom Lotharingen moest maar tevreden zijn met de drie bisdommen van Trois-Evêchés. De Franse koning was namelijk graaf in de drie voormalige graaf-bisdommen in Lotharingen. Karel III gaf toe en er kwam geen bisschop in Nancy. Er kwam wel een kapittelkerk in de nieuw uitgebouwde hoofdstad Nancy.

## Godsdienstoorlog in Frankrijk
Karel III steunde, als katholieke vorst, de katholieke strekking in de strijd tegen de hugenoten. Zijn neef, de machtige kardinaal Karel van Lotharingen (en naamgenoot) was een sleutelfiguur in de katholieke groepering rond de hertog de Guise. Karel weigerde evenwel toe te treden tot de Katholieke Liga. Karel trad pas toe in 1589 en dit om twee redenen: 1° er waren protestantse strooptochten in Lotharingen en 2° in Frankrijk barstte er een dynastieke kwestie uit toen het koninklijk Huis Valois op het punt stond uit te sterven. De drie zonen van Catharina de' Medici waren kinderloos. Clerus uit Lotharingen zag in Karel III, of zijn zoon Hendrik, al de nieuwe Karolinger op de troon in Parijs. De Drie-Hendriken-oorlog leverde een duidelijke overwinnaar op: De nieuwe koning van Frankrijk werd de protestant Hendrik IV van Navarra. Koning Hendrik IV werd katholiek en zijn zus Catharina van Bourbon huwde met Karels zoon Hendrik. Karel III legde zich neer bij de nieuwe Bourbondynastie in Parijs en hield belangrijke diplomatieke betrekkingen aan.

## Spaanse Nederlanden
Karel III sloot een akkoord met de aartshertogen Albrecht en Isabella (1602) waarin hij alle aanspraken op het graafschap Chiny liet varen. Hiermee bleef het grondgebied van het hertogdom Luxemburg intact.

## Intern bestuur in Lotharingen
Ondanks de oorlogen slaagde Karel III erin de hoofdstad Nancy bijzonder te verfraaien. De luister van het hertogdom werd er getoond.

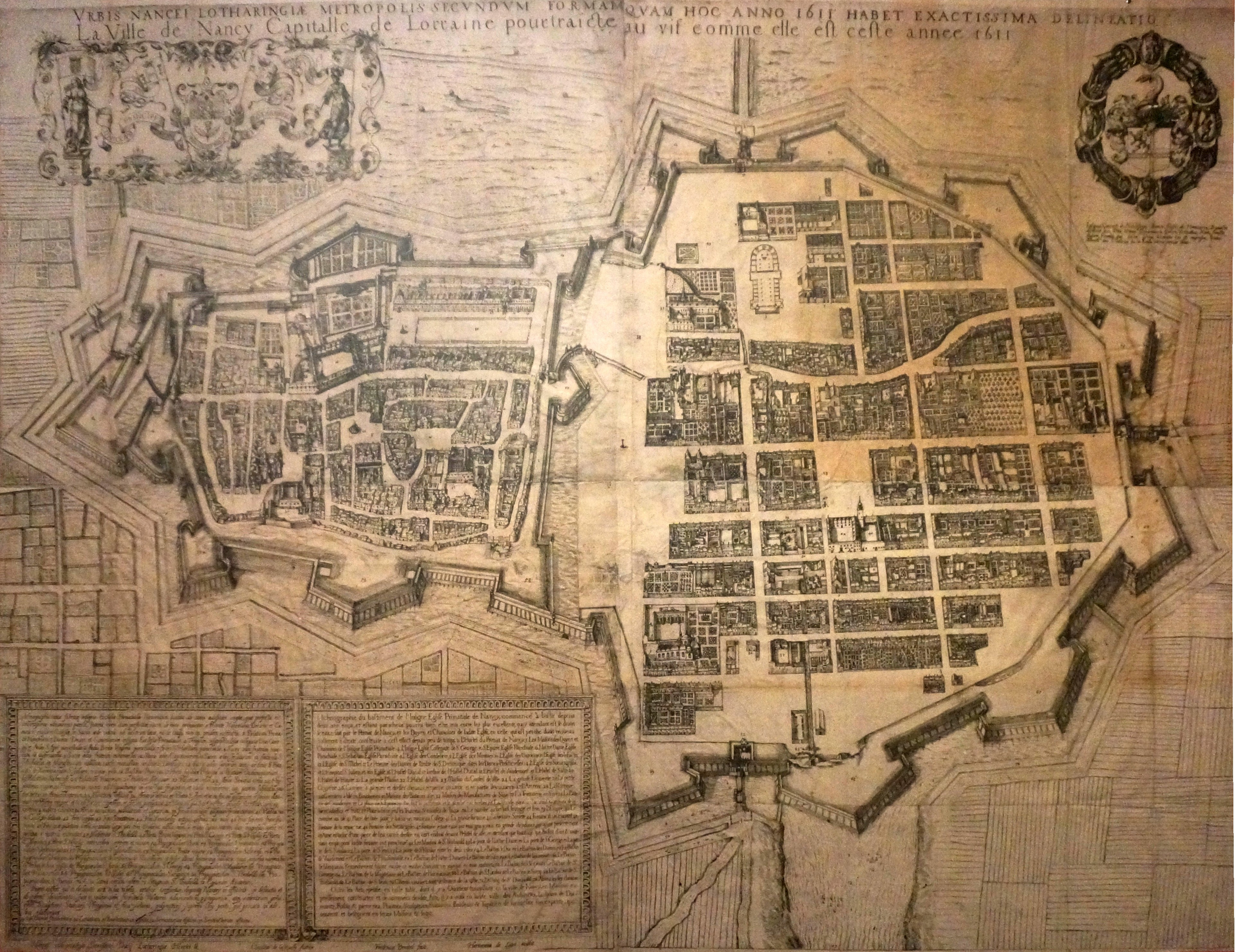
Het rechterdeel van de hoofdstad Nancy werd uitgebouwd als het nieuwe Nancy

Tevens stichtte hij samen met kardinaal Karel van Lotharingen de Jezuïetenuniversiteit van Pont-à-Mousson in zijn markizaat. Vele hervormingen van de universiteit van Nancy later is haar huidige naam Universiteit van Lotharingen. Hij stichtte nieuwe steden zoals Clermont-en-Argonne en Stenay.

## Overlijden
Hij overleed in 1608 in zijn hertogelijk paleis te Nancy. Zijn begrafenis werd beschreven als waardig aan een koning. De begrafenisplechtigheid werd geleid door Jan VII Porcelets de Maillane, prins-bisschop van Toul en ooit ambassadeur van Karel III bij het pauselijk hof in Rome.
Karels zoon Hendrik II van Lotharingen, bijgenaamd de Goede Hertog, volgde hem op.

## Voorouders
| Voorouders van Karel III van Lotharingen | Voorouders van Karel III van Lotharingen                                      | Voorouders van Karel III van Lotharingen                                      | Voorouders van Karel III van Lotharingen                                      | Voorouders van Karel III van Lotharingen                                      | Voorouders van Karel III van Lotharingen                                          | Voorouders van Karel III van Lotharingen                                          | Voorouders van Karel III van Lotharingen                                          | Voorouders van Karel III van Lotharingen                                          |
| ---------------------------------------- | ----------------------------------------------------------------------------- | ----------------------------------------------------------------------------- | ----------------------------------------------------------------------------- | ----------------------------------------------------------------------------- | --------------------------------------------------------------------------------- | --------------------------------------------------------------------------------- | --------------------------------------------------------------------------------- | --------------------------------------------------------------------------------- |
| Overgrootouders                          | René II van Lotharingen (1451–1508) ∞ 1485 Filippa van Egmont (1467–1547)     | René II van Lotharingen (1451–1508) ∞ 1485 Filippa van Egmont (1467–1547)     | Gilbert van Montpensier (1443-1496) ∞ Clara Gonzaga (1464–1503)               | Gilbert van Montpensier (1443-1496) ∞ Clara Gonzaga (1464–1503)               | Johan van Denemarken (1455–1513) ∞ Christina van Saksen (1461–1521)               | Johan van Denemarken (1455–1513) ∞ Christina van Saksen (1461–1521)               | Filips I van Castilië (1478–1506) ∞ Johanna van Castilië (1479–1555)              | Filips I van Castilië (1478–1506) ∞ Johanna van Castilië (1479–1555)              |
| Grootouders                              | Anton van Lotharingen (1489–1544) ∞ Renée van Bourbon-Montpensier (1494–1539) | Anton van Lotharingen (1489–1544) ∞ Renée van Bourbon-Montpensier (1494–1539) | Anton van Lotharingen (1489–1544) ∞ Renée van Bourbon-Montpensier (1494–1539) | Anton van Lotharingen (1489–1544) ∞ Renée van Bourbon-Montpensier (1494–1539) | Christiaan II van Denemarken (1481–1559) ∞ 1533 Isabella van Habsburg (1501–1526) | Christiaan II van Denemarken (1481–1559) ∞ 1533 Isabella van Habsburg (1501–1526) | Christiaan II van Denemarken (1481–1559) ∞ 1533 Isabella van Habsburg (1501–1526) | Christiaan II van Denemarken (1481–1559) ∞ 1533 Isabella van Habsburg (1501–1526) |
| Ouders                                   | Frans I van Lotharingen (1517–1545) ∞ Christina van Denemarken (1521–1590)    | Frans I van Lotharingen (1517–1545) ∞ Christina van Denemarken (1521–1590)    | Frans I van Lotharingen (1517–1545) ∞ Christina van Denemarken (1521–1590)    | Frans I van Lotharingen (1517–1545) ∞ Christina van Denemarken (1521–1590)    | Frans I van Lotharingen (1517–1545) ∞ Christina van Denemarken (1521–1590)        | Frans I van Lotharingen (1517–1545) ∞ Christina van Denemarken (1521–1590)        | Frans I van Lotharingen (1517–1545) ∞ Christina van Denemarken (1521–1590)        | Frans I van Lotharingen (1517–1545) ∞ Christina van Denemarken (1521–1590)        |
| Karel III van Lotharingen (1543–1608)    |                                                                               |                                                                               |                                                                               |                                                                               |                                                                                   |                                                                                   |                                                                                   |                                                                                   |

- Bibliothèque nationale de France: cb11683683w (data)
- Gemeinsame Normdatei: 120082268
- International Standard Name Identifier: 0000 0003 7391 9897
- Library of Congress Control Number: nr98005969
- Nationale Bibliotheek van Tsjechië: ntk20191058010
- Nationale Bibliotheek van Israël: 987007448836105171
- LIBRIS: 173536
- SNAC: w6s79px5
- Système universitaire de documentation: 090224833
- Virtual International Authority File: 59905716
- WorldCat: E39PBJpypJ6cVKQMdmpg8xWhpP